# Jeremain Lens
Jeremain Daud Lens (født 24. november 1987 i Amsterdam, Holland) er en hollandsk fodboldspiller, der er kantspiller eller angriber hos Beşiktaş i Tyrkiet.
Lens startede sin seniorkarriere hos den hollandske klub AZ, hvor han også spillede som ungdomsspiller. Her var han i 2009 med til at vinde det hollandske mesterskab, inden han i 2010 rykkede videre til PSV Eindhoven. Her spillede han de efterfølgende tre sæsoner, og vandt i 2012 den hollandske pokaltitel med klubben. 
I 2013 skiftede Lens til ukrainsk fodbold, hvor han skrev kontrakt med storklubben Dynamo Kiev. I sit første år i klubben var han med til at vinde den ukrainske pokalturnering.

## Landshold
Lens står (pr. april 2018) noteret for 34 kampe og otte scoringer for det hollandske landshold Han debuterede for hollænderne den 11. august 2010 i en venskabskamp mod Ukraine. Inden da havde han også spillet for adskillige af de hollandske ungdomslandshold.
Lens var en del af den hollandske trup til VM i 2014 i Brasilien.

## Titler
Æresdivisionen
- 2009 med AZ

KNVB Cup
- 2012 med PSV

Hollands Super Cup
- 2009 med AZ

Ukraines pokalturnering
- 2014 med Dynamo Kiev